# آفتابگیر عدسی

طرح عدسی با شعله‌ور شدن لنز. یک هود لنز طوری طراحی شده‌است که زاویه دید لنز را مسدود نمی‌کند. هودهای لنز خورشید یا سایر منابع نوری را مسدود می‌کنند تا از تابش خیره کننده و شعله‌ور شدن لنز جلوگیری کنند.

در عکاسی، آفتابگیر عدسی یا کاپوت لنز یا سایه لنز وسیله‌ای است که در قسمت جلویی لنز نصب شده و به منظور مسدود کردن منابع نوری و جلوگیری از خیرگی و شعله لنز استفاده می‌شود. همچنین می‌توان از آفتابگیر عدسی برای محافظت از عدسی در برابر خط و خش و دیگر عناصر بدون نیاز به قرار دادن درپوش لنز استفاده کرد. هندسه آفتابگیر عدسی به سه پارامتر بستگی دارد: فاصله کانونی لنز، اندازه عدسی جلویی و ابعاد حسگر تصویر یا فیلم در دوربین.

## ایجاد شعله عدسی
شعله عدسی زمانی اتفاق می‌افتد که نور مزاحم به عدسی جلویی برخورد می‌کند و سپس به اطراف لنز منعکس می‌شود. این نور سرگردان اغلب از منابع نور بسیار روشن مانند خورشید، نورهای روشن استودیو یا پس زمینه سفید روشن می‌آید. اگر منبع نور در زاویه دید لنز باشد، آفتابگیر عدسی تأثیری نخواهد داشت. پوشش‌های چند لایه در لنزهای جدیدتر نیز به کاهش اثر شعله عدسی کمک می‌کند.

## انواع

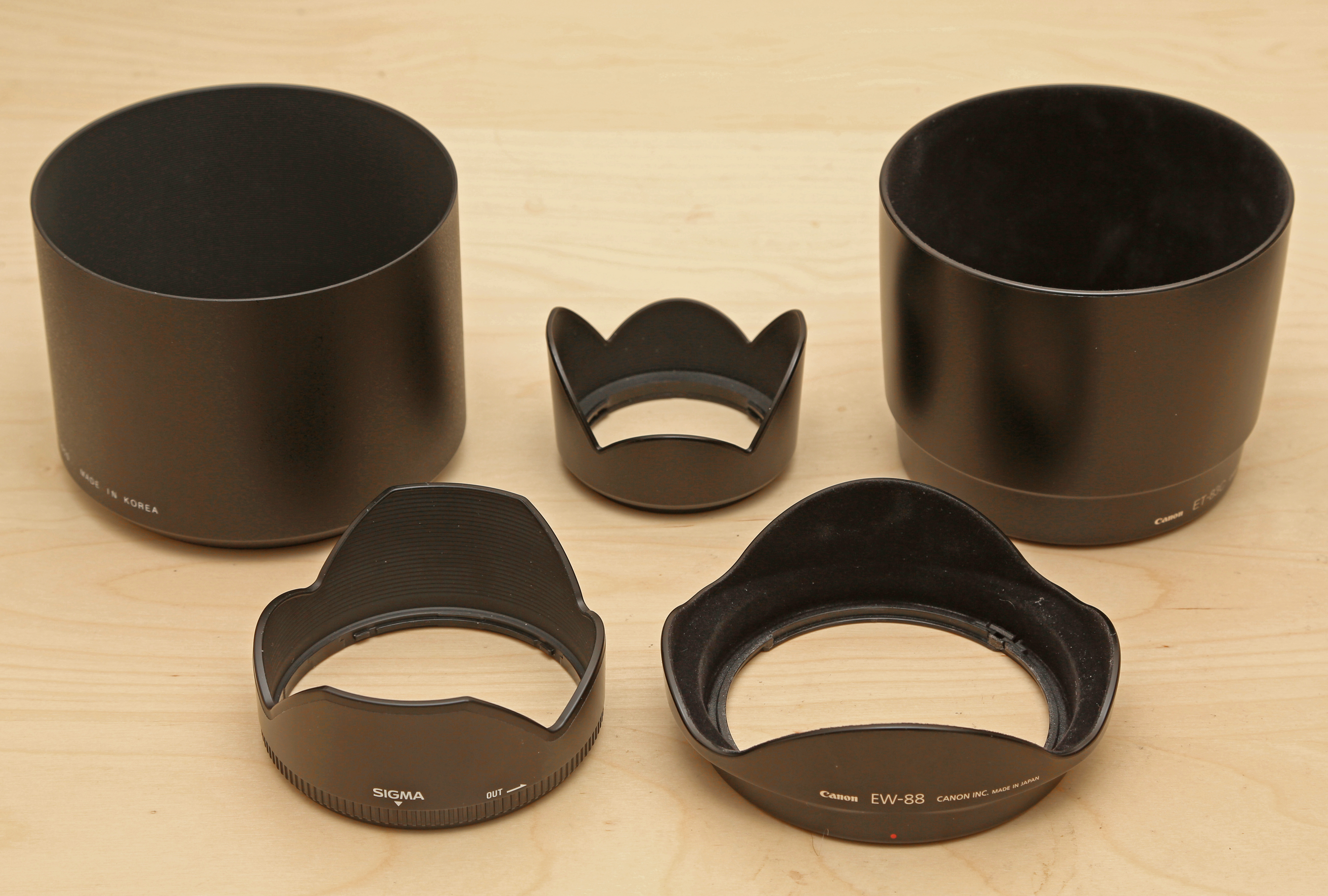
مجموعه ای از آفتابگیر عدسی: یک استوانه ای، یک مخروطی و سه عدد گلبرگی

شکل آفتابگیر عدسی می‌تواند از یک بخش استوانه ای یا مخروطی ساده تا شکل‌های پیچیده‌تر تشکیل شده باشد، مانند گلبرگ یا لاله که در این حالت آفتابگیر گلی نامیده می‌شود. این ظاهرهای پیچیده‌تر آفتابگیر، با توجه به شکل و نسبت اندازه تصویر نهایی را انتخاب می‌شوند. آفتابگیرهای پیچیده اجازه می‌دهد با استفاده از بخش‌های بلندتر خود نور سرگردان را مسدود و با بخش‌های کوتاه‌تر خود اجازه عبور نور بیشتر به تصویر را می‌دهند. در نتیجه میزان وینیت مکانیکی (کاهش نور در اطراف محیط) در تصویر نهایی را کاهش می‌دهد.
هندسه آفتابگیر عدسی به سه چیز بستگی دارد:
- فاصله کانونی لنز
- اندازه لنز جلویی
- ابعاد حسگر تصویر یا فیلم در دوربین

در حالت ایده‌آل، با افزایش فاصله کانونی لنز و کاهش زاویه دید، طول و در نتیجه کارایی لنزها باید افزایش یابد. کاربرد آفتابگیرهای عدسی در لنزهای کانون بلند برجسته‌تر هست، زیرا زاویه دید کمتری نسبت به لنزهای واید دارند. برای لنزهای واید، طول آفتابگیر (دور از انتهای لنز) نمی‌تواند به اندازه لنزهای تله فوتو باشد، زیرا آفتابگیر بلندتر وارد میدان دید وسیع تری از لنز می‌شود.
حداکثر دیافراگم نیز بر شکل هود لنز تأثیر می‌گذارد. با بزرگتر شدن دیافراگم، میزان نور و در نتیجه میزان «دیدن» قاب سنسور افزایش می‌یابد. این را می‌توان هنگام مقایسه دو آفتابگیر عدسی با فاصله کانونی یکسان اما با دیافراگم‌های متفاوت مشاهده کرد - هود لنز یک لنز تله فوتو f/4 را با لنز همان لنز اما با حداکثر دیافراگم f/2.8 مقایسه کنید تا متوجه این اختلاف بشوید.
هودهای لنز مستطیلی یا مربعی که به درستی ساخته شده باشند، عموماً کارآمدتر از نمونه‌های استوانه ای یا مخروطی هستند، زیرا آن اشکال بسیار شبیه شکل عکس هستند. با این حال، آفتابگیر عدسی مستطیلی یا مربعی نباید با لنزهای زوم استفاده شود که عناصر جلویی آنها با تغییر فاصله کانونی می‌چرخند، زیرا آفتابگیر نیز می‌چرخد و قسمت‌هایی از زاویه دید را مسدود می‌کند. همین امر در مورد هود لنز گلبرگ نیز صدق می‌کند. برای این نوع لنزها، فقط آفتابگیرهای عدسی استوانه ای یا مخروطی به‌طور مؤثر عمل می‌کنند.
آفتابگیرهای عدسی می‌توانند تا حدی از محافظت فیزیکی برای لنز به ارمغان بیاورند، زیرا هود از خود لنز جلوتر است.

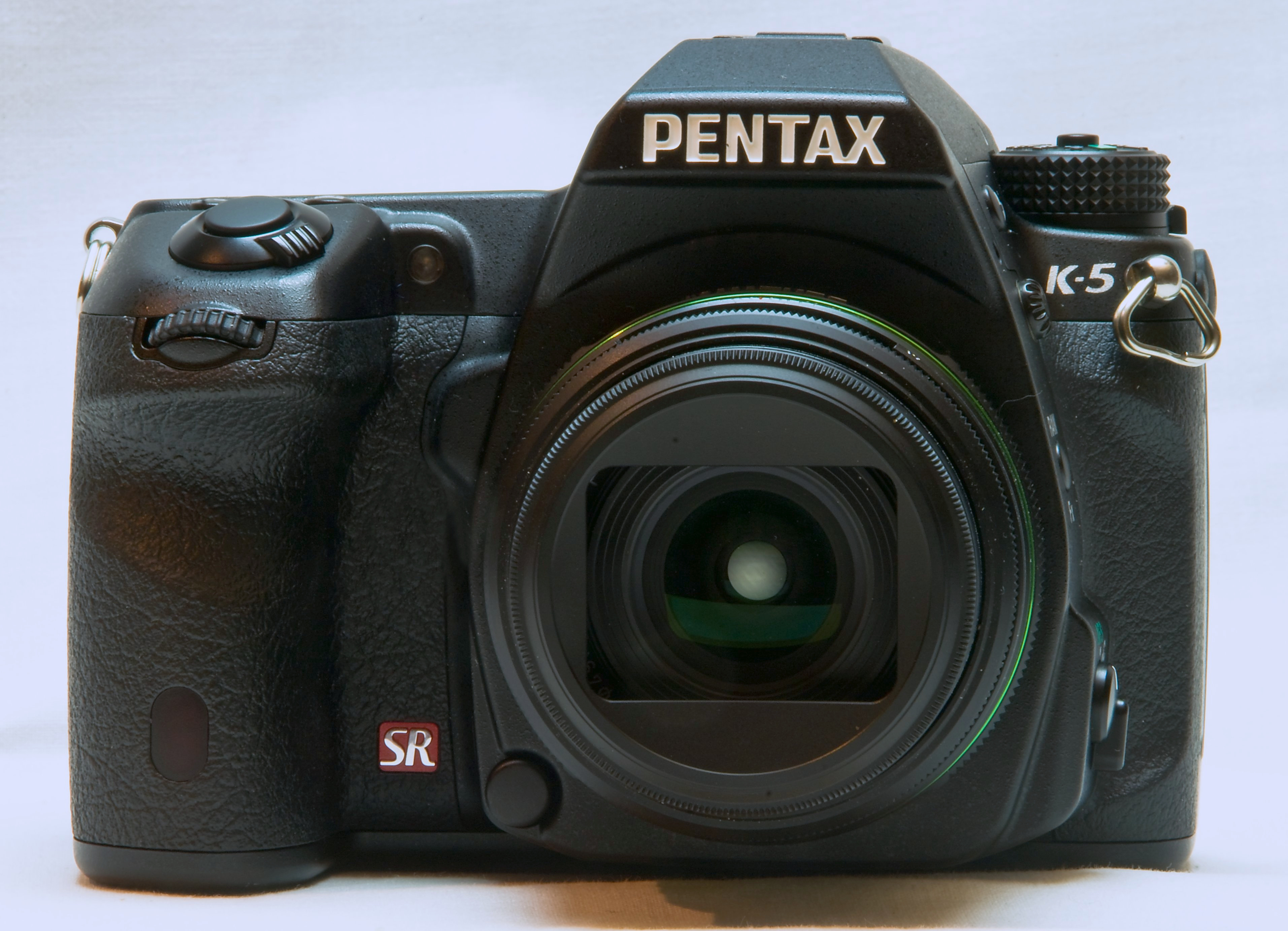
آفتابگیر عدسی از نوع «جعبه» یا «برش» یک لنز Pentax DA 21 mm f/ / 3.2 Limited.
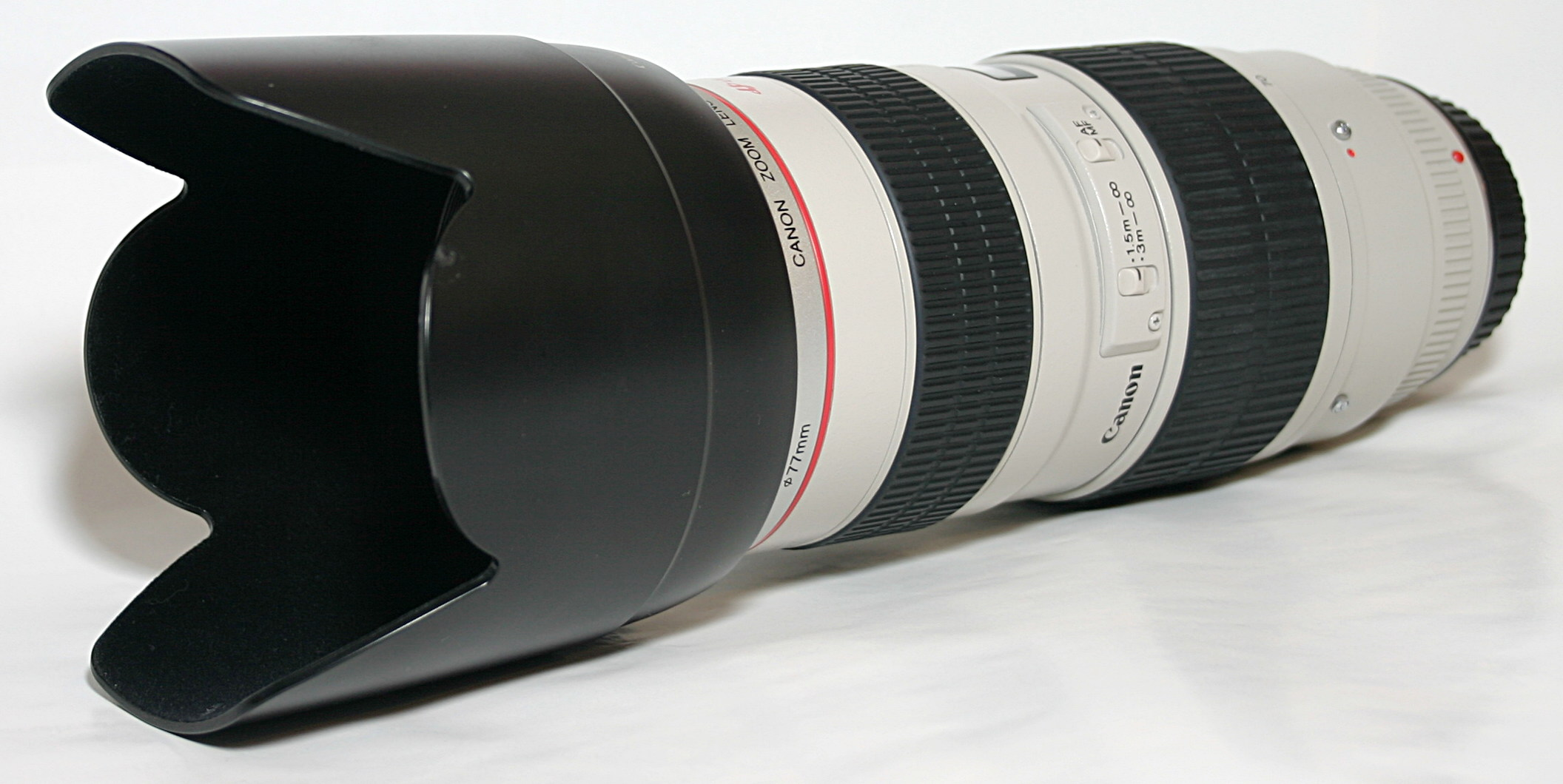
آفتابگیر عدسی گلبرگ خرد شده مخروطی. توجه داشته باشید که از این زاویه هیچ بخشی از سطح لنز شیشه ای قابل مشاهده نیست، زیرا خط دید توسط هود لنز مسدود شده‌است. ( Canon EF 70–200 mm f/ / 2.8 ).
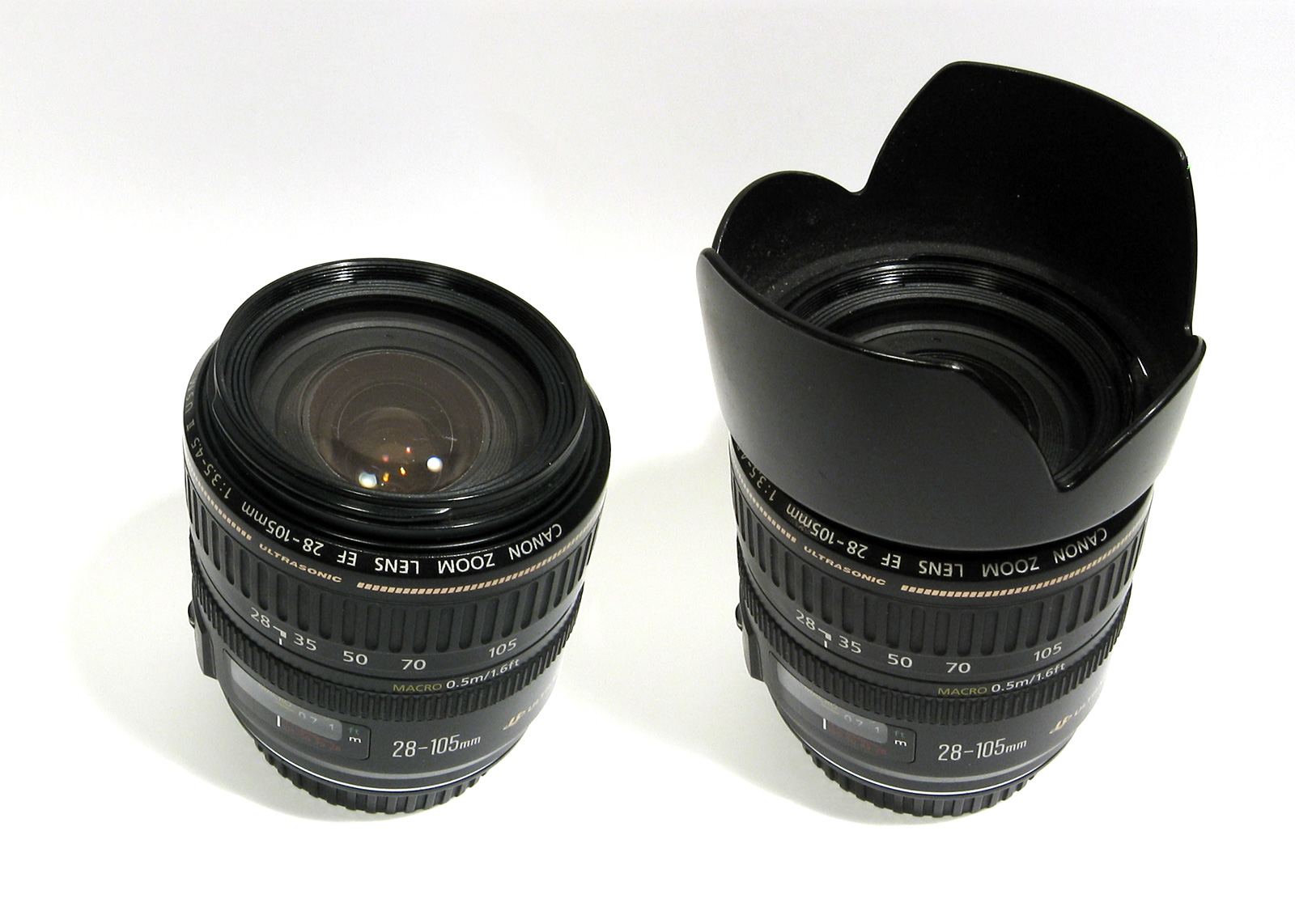
لنز بدون و با گلبرگ خرد شده (یا لاله) لنز (Canon EF 28-105) mm f/ / 3.5-4.5 USM II).
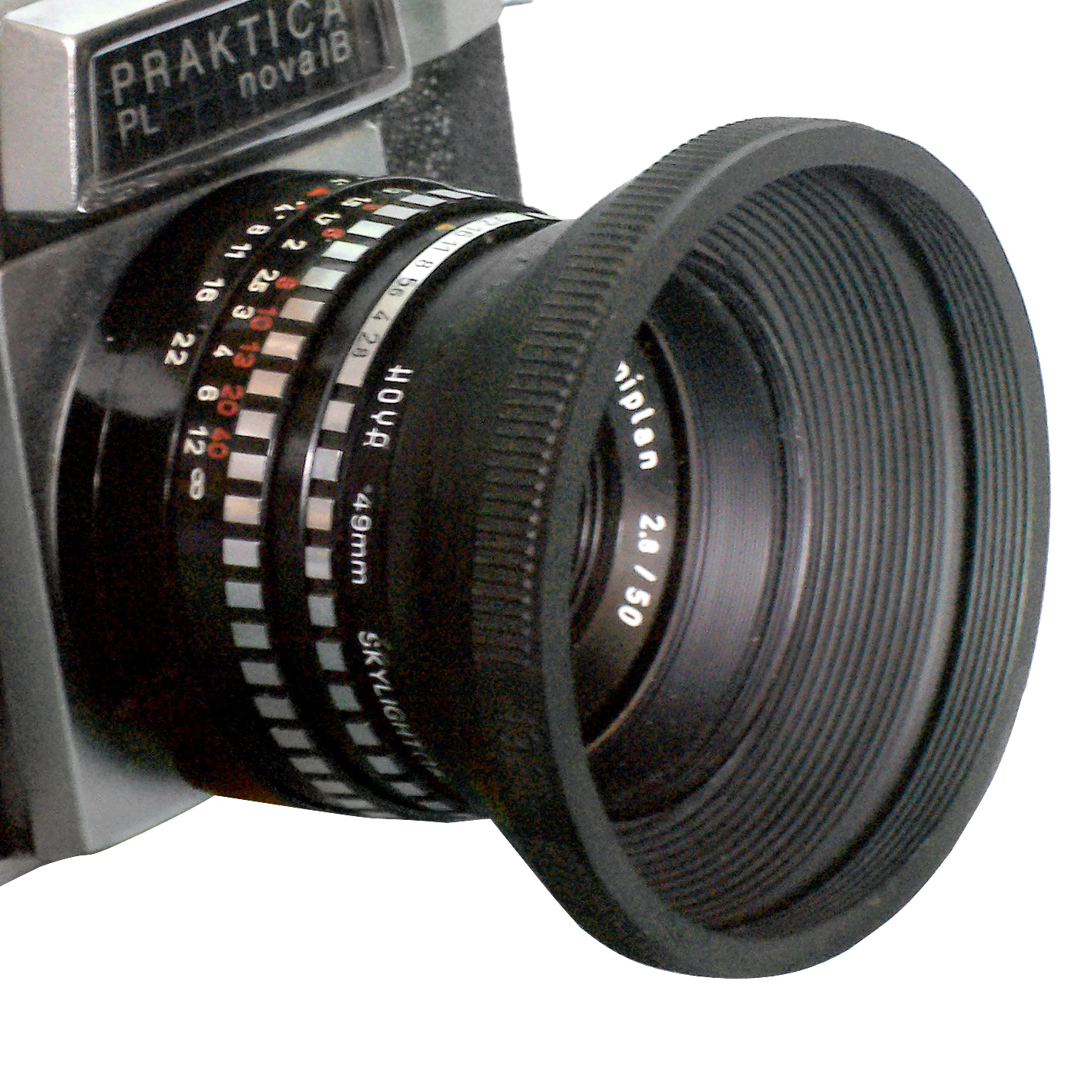
دوربین پراکتیکا – لنز با یک لنز مخروطی تاشو لاستیکی (50 میلی متر f/ / 2.8).

آفتابگیر عدسی با طراحی دم‌های کشیده (مثل دم دوربین‌های با فرمت متوسط یا بزرگ) را می‌توان برای عمق تنظیم کرد. به این معنی که هنگام استفاده در لنزهای با فاصله کانونی طولانی‌تر، عمق را می‌توان افزایش داد و در صورت لزوم برای لنزهای با فاصله کانونی کوتاه‌تر، عمق را کاهش داد.

## نگهداری
آفتابگیر عدسی که توسط سازنده لنز ارائه می‌شوند اغلب به گونه ای طراحی می‌شوند که چه از جلو و چه از عقب روی لنز منطبق می‌شوند، به طوری که می‌توان آفتابگیر را با بدون اشغال فضای اضافی همراه با لنز نگهداری کرد. آفتابگیرهای عدسی لاستیکی انعطاف‌پذیر هستند و در زمان نگهداری می‌تواند تا و جمع شوند.